# Donja Normandija
Donja Normandija (fra. Basse-Normandie) je bivša (1956. – 2015.) francuska regija, na sjeveru Francuske. Nastala je 1956. godine, kada je povijesna regija Normandija podijeljena na Gornju i Donju Normandiju. Donja Normandija povijesno odgovara zapadnom dijelu pokrajine Normandije.

## Povijest
Za povijest Normandije pogledajete članak Normandija.
U ovom dijelu Normandije se odvilo iskrcavanje američkih vojnika za vrijeme Drugog svjetskog rata.

## Administracija
Sjedište regionalnog vijeća Donje Normandije se nalazi u Caenu. Sastoji se od 47 zastupničkih mjesta.
Od lokalnih izbora 2004. godine na vlasti je lijeva koalicija stranaka (Socijalističke partije i Zelenih) s 28 mjesta u vijeću.
Desna stranka UMP ima 14 mjesta u vijeću, a radikalno desna FN ima 5 zastupničkih mjesta.

## Zemljopis
Regija se sastoji od tri departmana: Calvados, Manche i Orne.

## Gospodarstvo
Regija je većinom poljoprivredno orijentirana s naglaskom na stočarstvo. Industrijski sektor uglavnom uključuje preradu tekstila i voća. U regiji također postoji nekoliko rudnika željeza blizu Caena. U zadnje vrijeme je posebno razvijen i turizam. Regija posjeduje direktne trajektne veze s Engleskom (luka Cherbourg). Zanimljiva turistička privlačnost ove regije je i mjesto iskrcavanja vojnika u Drugome svjetskom ratu, koje se nalazi u Calvadosu.

## Stanovništvo
1999. godine regija je imala 1 422 193 stanovnika. 2010. Donja Normandija ima 1 473 494 stanovnika, što odgovara prosječnom godišnjem porastu od 0,3%.

## Kultura
Lokalni jezik u Normandiji je normandijski. Jezik se još uvijek koristi, posebno u Donjoj Normandiji.
Donja Normandija je poznata po velikom broju pisaca iz ove regije. Poznati pisci koji su pisali na francuskom su: Guy de Maupassant, Marcel Proust, Jules Barbey d'Aurevilly i Gustave Flaubert. Također postoji i određen broj pisaca koji su pisali na normandijskom jeziku, najpoznatiji su: Alfred Rossel, Louis Beuve i Côtis-Capel.
Poznati glazbeni skladatelj Erik Satie je također rodom iz ove regije. Slikar Jean-François Millet je također jedna od poznatih osoba iz Donje Normandije.

## Vanjske poveznice
- Službena stranica Regionalnog vijeća
- Vremensko stanje Donje Normandije  Arhivirana inačica izvorne stranice od 21. svibnja 2020. (Wayback Machine)

|  | Portal Francuske – Pristup člancima s tematikom o Francuskoj. |